# こっちの水苦いぞ
『こっちの水苦いぞ』（こっちのみずにがいぞ）は、日本の歌手である沢田研二の6作目のミニ・アルバム。発売元は沢田の自主レーベルであるJULIE LABEL。

## 解説
- 東日本大震災が起こった2011年3月11日に哀悼の意を表して、2015年3月11日にリリース。

## 収録曲
- 全作詞:沢田研二

1. こっちの水苦いぞ
  - 作曲:下山淳
2. 限界臨界
  - 作曲:GRACE
3. 泣きべそなブラッド・ムーン
  - 作曲:大山泰輝
4. 涙まみれFIRE FIGHTER
  - 作曲:柴山和彦